# スピログラフ

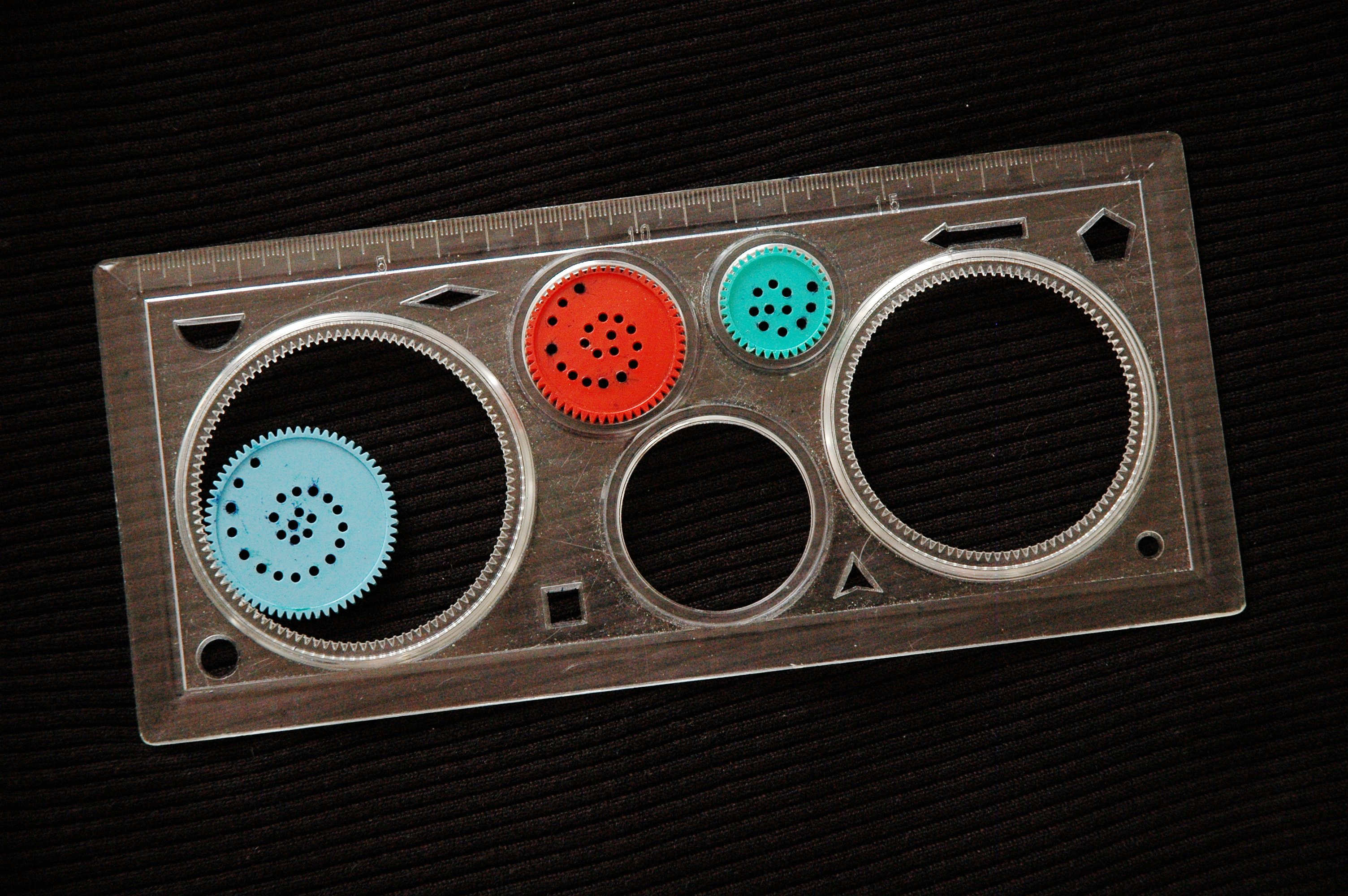
スピログラフ

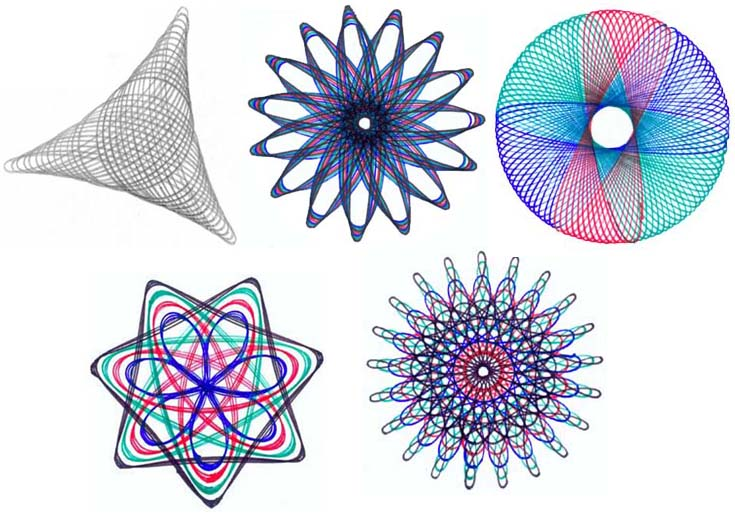
スピログラフで描かれた曲線の例

スピログラフのアニメーション

スピログラフ（英: Spirograph）は、曲線による幾何学模様を描くための定規の一種である。主に玩具店で販売されていることから玩具ともみなされている。
日本では、商標「SPIROGRAPH」はおもちゃ等の区分で米国のハズブロが登録している。

## 概要
プラスチック製の板に歯車状の穴が空けられており、穴の内側にそれより小さい歯車（ピニオン）を付け、ピニオンに空けられた小さな穴にボールペンや鉛筆などの筆記具の先を通す。筆記具でピニオンを回す様にして動かすことで、その軌跡が内トロコイド曲線を描き出し、万華鏡を思わせる幾何学模様となる。ピニオンの大きさや穴の位置などによって曲線の形や大きさが変化するため、それらの組み合わせに応じて描かれる模様も様々に変化する。
応用として、今まで動かしていた小さい歯車（ピニオン）を2つ（それぞれの大きさは問わない）利用し、片方を固定し、もう片方で今度は固定した歯車の外側に描くことにより、その軌跡が外トロコイド曲線を描き出す。

## 歴史
1965年にイギリス人発明家のデニス・フィッシャーが考案したといわれ、商品化されたのは1966年のことである。日本においてもその直後に導入され、子供を中心にブームとなった。現在は100円ショップなどでも購入できる。